# Награда „Раде Обреновић”
Награда „Раде Обреновић” додељује се за најбољи роман за децу објављен током календарске године.
Награду додељује Међународни центар књижевности за децу „Змајеве дечје игре”. Установљена је 1995. године у знак сећања на рано преминулог књижевника и дугогодишњег директора Змајевих дечјих игара, Радета Обреновића. Награда се састоји од повеље, плакете и новчаног дела. Уручење се приређује у оквиру манифестације „Децембарски Змајдани лепих речи”, на Змајев дан, 6. децембра.

## Добитници
| Година | Добитник                 | Дело                                           | Реф.   |
| ------ | ------------------------ | ---------------------------------------------- | ------ |
| 1996.  | Миленко Матицки          | Свирка                                         | [ 1 ]  |
| 1997.  | Слободан Станишић        | Алек трејд                                     | [ 1 ]  |
| 1998.  | Ристо Василевски         | Новчаникова чудбина                            | [ 1 ]  |
| 1999.  | Весна Алексић            | Марија Модиљани                                | [ 1 ]  |
| 2000.  | Гордана Малетић          | Витезови мачјег стола                          | [ 1 ]  |
| 2001.  | Весна Видојевић Гајовић  | Пуженко и његова кућица                        | [ 1 ]  |
| 2002.  | Оливера Јелкић           | Случај „Брррк”                                 | [ 1 ]  |
| 2003.  | Весна Ћоровић Бутрић     | Оставити код Руже или Усамљени роман           | [ 2 ]  |
| 2003.  | Мошо Одаловић            | Баба је ту, ја сам у Јапану                    | [ 2 ]  |
| 2004.  | Ратомир Дамјановић       | Небо над циркусом                              | [ 2 ]  |
| 2005.  | Градимир Стојковић       | Маја у облацима                                | [ 2 ]  |
| 2006.  | Јасминка Петровић        | Ово је најстрашнији дан у мом животу           | [ 2 ]  |
| 2007.  | Урош Петровић            | Пети лептир                                    | [ 2 ]  |
| 2008.  | Владислава Војновић      | Принц од папира                                | [ 2 ]  |
| 2009.  | Лаза Лазић               | Муња у капи росе                               | [ 2 ]  |
| 2010.  | Слободан Станишић        | Вулкан на Теразијама                           | [ 2 ]  |
| 2011.  | Милутин Ђуричковић       | Како су расли близанци                         | [ 3 ]  |
| 2012.  | Гордана Тимотијевић      | Свракин сат                                    | [ 3 ]  |
| 2013.  | Урош Петровић            | Деца Бестрагије                                | [ 3 ]  |
| 2014.  | Ивана Нешић              | Тајна немуштог језика                          | [ 3 ]  |
| 2015.  | Дејан Алексић            | Чудесни подвизи Азбучка Првог у тридесет слова | [ 3 ]  |
| 2016.  | Владислава Војновић      | Аврам, Богдан, воду газе                       | [ 4 ]  |
| 2017.  | Весна Алексић            | Крокодил пева                                  | [ 5 ]  |
| 2018.  | Зоран Пеневски           | Сара и јануар за две девојчице                 | [ 6 ]  |
| 2019.  | Гордана Влајић           | Зедси                                          | [ 7 ]  |
| 2020.  | Зоран Пеневски           | Океан од папира                                | [ 8 ]  |
| 2021.  | Милка Кнежевић Ивашковић | Таракан                                        | [ 9 ]  |
| 2022.  | Јелена Ангеловски        | Мика                                           | [ 10 ] |
| 2023.  | Александра Јовановић     | Петра је стварно отишла                        |        |
| 2024.  | Дамир Јоцић              | Дечак и друга прича                            |        |